# Внешняя политика Азербайджана

Дипломатические отношения Азербайджана (по состоянию на 2025 год)

Внешняя политика Азербайджана — совокупность отношений Азербайджанской Республики с другими государствами и международными структурами.
По состоянию на 2025 год, Азербайджан поддерживает дипломатические отношения со 185 государствами-членами ООН, Государством Палестина и Святым Престолом. Дипломатические отношения отсутствуют с Арменией, Ботсваной, Республикой Кипр, Кирибати, Федеративными Штатами Микронезии, Тонга и Центральноафриканской Республикой. Азербайджан также не имеет дипломатических отношений с непризнанными государствами.
Азербайджан поддерживает хорошие отношения с Европейским союзом в рамках политики соседства в Восточной Европе.

## Общие сведения
Азербайджан ведёт многовекторную внешнюю политику. На декабрь 2024 года действует 71 посольство, 5 постоянных представительств, 1 представительский офис в Палестине, 15 консульств Азербайджана в других странах. На июнь 2025 года действуют торговые представительства в 5 странах.

### В области культуры
В 16 странах функционируют 28 домов Азербайджана. В домах Азербайджана осуществляется преподавание азербайджанского языка, изучается история и культура Азербайджана, проводятся культурные мероприятия. Во многих странах действуют общества дружбы с Азербайджаном.

## Двусторонние отношения

### Армения

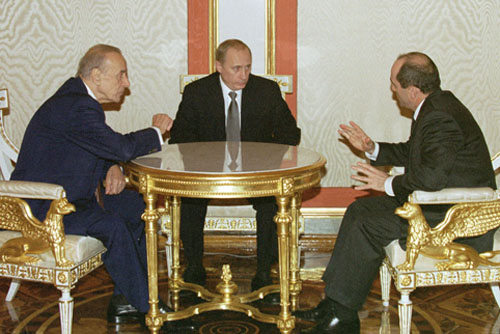
Трёхсторонняя встреча Владимира Путина, Гейдара Алиева и Роберта Кочаряна в 2001 году в Москве

Напряжённые отношения между современными Азербайджаном и Арменией имеют глубокие исторические корни. В конце 1980-х годов армянское большинство населения Нагорно-Карабахской автономной области (НКАО) Азербайджанской ССР выступило с требованиями о передаче области в состав Армянской ССР. Эти требования были поддержаны руководством Армении. Разраставшийся этнополитический конфликт привёл к этническим чисткам с обеих сторон и вооружённым столкновениям, которые после распада СССР переросли в полномасштабную войну, в ходе которой под контроль армян перешли некоторые районы Азербайджана, прилегающие к территории бывшей НКАО. Ещё с конца 1980-х азербайджанское руководство ввело экономическую блокаду НКАО и Армении, прекратив транспортное сообщение с Арменией.

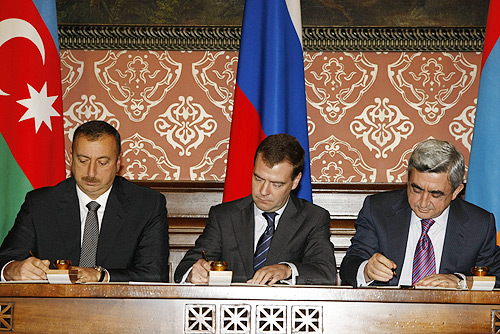
Президенты Азербайджана, России и Армении — Ильхам Алиев, Дмитрий Медведев и Серж Саргсян во время подписания декларации по Нагорному Карабаху. Замок Майендорф (Подмосковье), 2008 год.

В 1994 году при посредничестве России, Азербайджан, Армения и непризнанная Нагорно-Карабахская Республика (НКР) подписали трёхстороннее соглашение о прекращении огня, которое периодически нарушалось со взаимными обвинениями. До 2020 года бо́льшая часть Нагорного Карабаха, а также ряд прилегающих к нему территорий контролировалась НКР, поддерживающей тесные связи с Арменией, в частности, использующей её национальную валюту — армянский драм.
Азербайджан и все государства-члены ООН считают Нагорный Карабах частью Азербайджана. Руководство Азербайджана не раз подчеркивало, что в случае, если армянская сторона не освободит оккупированные территории и в карабахском переговорном процессе не произойдёт подвижек, то это будет означать, что все мирные возможности разрешения конфликта исчерпаны и Азербайджан будет вынужден прибегнуть к силовым методам его разрешения. О необходимости новой войны в Карабахе говорили и многие депутаты парламента республики. Азербайджан наращивает военную мощь, что вызывает негативную реакцию со стороны ряда проармянских конгрессменов США, и заявляет о необходимости изолировать Армению от региональных проектов.
Γражданам Армении и других государств, имеющим армянское происхождение, будет отказано во въезде в Азербайджан.
2 ноября 2008 года президентами Азербайджана, Армении и России была подписана декларация, касающаяся Карабахского конфликта. Лидеры трёх государств договорились совместно работать над оздоровлением ситуации на Кавказе. «Президенты, предметно и содержательно обсудив состояние и перспективы урегулирования нагорно-карабахского конфликта политическими средствами путём продолжения прямого диалога между Азербайджаном и Арменией при посредничестве России, США и Франции, заявляют, что будут способствовать оздоровлению ситуации в Южном Кавказе и обеспечению установления в регионе обстановки стабильности, безопасности путём политического урегулирования конфликта», говорится в декларации.
В 2016 году произошли вооружённые столкновения в Нагорном Карабахе между вооружёнными силами Армении и ВС Азербайджана. Вооружённые действия начались в ночь на 2 апреля и длились три с половиной дня.
29 марта 2019 года в Вене при посредничестве сопредседателей Минской группы ОБСЕ (Игорь Попов (Россия), Стефан Висконти (Франция) и Эндрю Шофер (США) состоялась первая официальная встреча президента Азербайджана Ильхама Алиева и премьер-министра Армении Никола Пашиняна.
12—16 июля 2020 года произошли столкновения на армяно-азербайджанской границе в области Тавуш Армении и Товузским районом Азербайджана. 27 сентября 2020 года началась Вторая карабахская война. Азербайджан, Армения, НКР и  объявили военное положение и мобилизацию мужского населения. Столкновения длились до 10 ноября, когда главы России, Армении и Азербайджана приняли совместное заявление о прекращении огня в Нагорном Карабахе. Азербайджан заявил о своей победе, получив контроль над 5 городами, 4 поселками, 240 деревнями и всей границей между Азербайджаном и Ираном. Стороны договорились о вводе в регион российских миротворцев.
11 января 2021 года в Москве состоялась трёхсторонняя встреча между президентом России, президентом Азербайджана и премьер-министром Армении, на которой лидеры обсудили дальнейшие планы по урегулированию ситуации в регионе и подписали совместное заявление. 26 ноября 2021 года в Сочи состоялась трёхсторонняя встреча президента Азербайджана, президента России и премьер-министра Армении, где обсудили ситуацию в карабахской зоне.
См. также
- История Нагорного Карабаха
- Карабахский конфликт
- Первая карабахская война
- Вторая карабахская война
- Мадридские принципы

### Белоруссия
Азербайджано-белорусские отношения были установлены 11 июня 1993 года. Только в августе 2001 года состоялся первый визит белорусской делегации в Азербайджан. В 2006 году были открыты посольства двух стран в столицах. В 2006 году, в октябре состоялся первый официальный визит азербайджанского президента в Белоруссию, в ходе которого был подписан договор о социально-экономическом сотрудничестве до 2015 года. 14 ноября 2008 года между Азербайджаном и Республикой Белоруссия был подписан договор о военном сотрудничестве. 28 ноября 2015 года в Минске в присутствии президентов Александра Лукашенко и Ильхама Алиева был подписан Договор о социально-экономическом сотрудничестве между Белоруссией и Азербайджаном до 2025 года.

### Босния и Герцеговина
В 2013 году прошёл азербайджано-боснийский бизнес-форум, регулярно проходят крупные встречи предпринимателей, занимающихся торговлей нефтью, продуктами агропромышленного комплекса, строительства, а также банкирами и так далее. Между странами действует безвизовый режим, в Азербайджане функционирует Ассоциация дружбы Босния и Герцеговина — Азербайджан.

### Грузия
Грузия и Азербайджан имеют общую границу протяжённостью 428 км. Двусторонние отношения между двумя соседними странами были официально утверждены 16 июня 1919 года, когда Азербайджанская и Грузинская Демократические Республики подписали первый договор. В 1922 году обе стали союзными частями СССР. Оба государства восстановили свою независимость в 1991 году и 18 ноября 1992 года были установлены дипломатические связи между ними. В октябре 1997 года Азербайджан и Грузия вместе с двумя другими государствами основали организацию ГУАМ. В 1999 году был пущен нефтепровод Баку — Супса.
Одним из главных совместных экономических проектов Азербайджана с Грузией является нефтепровод Баку — Тбилиси — Джейхан, открытие которого состоялось 13 июля 2006 года. Договор о проекте был подписан ещё в 1998 году в Анкаре в присутствии президентов Азербайджана, Грузии, Казахстана, Турции, Узбекистана и других высокопоставленных лиц. Из Азербайджана договор подписал тогдашний президент Гейдар Алиев, а представителем Грузии был Эдуард Шеварднадзе, тогдашний президент Грузии. 12 октября 2005 года состоялось торжественное открытие грузинского участка. По данному нефтепроводу прокачивается нефть с блока месторождений «Азери — Чираг — Гюнешли» и конденсат с месторождения «Шах-Дениз». 443 км трубопровода проходит через территорию Азербайджана, а 249 — Грузии.
Другим важным проектом в азербайджано-грузинских отношениях является Южно-Кавказский газопровод, который поставляет азербайджанский газ из Каспийского моря в Грузию и Турцию. Газопровод был запущен в 2007 году.
В 2007 году также было начато строительство железной дороги Баку — Тбилиси — Карс, открытие которого состоялось 30 октября 2017 года.
По данным 2013 года Азербайджан занял второе место (после Турции) во внешнеторговом обороте Грузии.

### Израиль
Израиль официально признал независимость Азербайджана 25 декабря 1991 года. Азербайджан и Израиль установили дипломатические отношения 7 апреля 1992 года. В августе 1993 года открылось посольство Израиля в Азербайджане.
Израиль является вторым крупнейшим импортёром нефти из Азербайджана. 30 процентов своих потребностей в нефтепродуктах Израиль удовлетворяет за счет азербайджанской нефти. 20 февраля 2007 года между правительствами Израиля и Азербайджана было заключено соглашение о взаимной защите инвестиций.
В 2009 году израильская оборонная компания Elbit Systems открыла представительство в Азербайджане, а Министерство оборонной промышленности Азербайджана начинает производство БПЛА.
13 декабря 2016 года в Баку президент Азербайджана Ильхам Алиев подписал указ об утверждении меморандума о создании межправительственной комиссии по сотрудничеству между Израилем и Азербайджаном. Меморандум был подписан в ходе первого за 20 лет визита премьер-министра Израиля в Азербайджан. В рамках встречи также были подписаны другие соглашения о сотрудничестве в таких сферах как стандартизация, оценка соответствия и метрологии, в области сельского хозяйства. Ещё стороны подписали конвенцию об устранении двойного налогообложения в отношении налогов на доходы между Азербайджаном и Израилем.
В апреле 2017 года между двумя странами была утверждена отмена двойного налогообложения.
В Азербайджане проживают около 15 тысяч горских и других евреев. На территории Азербайджанской Республики функционируют три еврейские общины: 1 — община горских евреев; 2 — община евреев-ашкенази; 3 — община грузинских евреев. В столице Азербайджана, а также в городах Губа и Огуз функционируют несколько синагог. В сентябре 2003 года в Баку была открыта первая еврейская школа. Первые официальные курсы иврита были открыты в Азербайджане в 1987 году. В Баку и Губе функционируют 5 еврейских школ, в которых обучаются 1450 школьников. В Губе есть посёлок Красная Слобода, который является местом компактного проживания горских евреев.

### Иран
Летом 2024 года Посольство Азербайджана в Иране возобновило деятельность, приостановленную после вооруженного нападения в январе 2023 года.
В августе 2007 года состоялся официальный визит президента Ирана Махмуда Ахмадинежада в Азербайджан, в ходе которого были подписаны важные для двух стран соглашения. Среди таковых строительство двух ГЭС на реке Араз (Ордубадская — на азербайджанские средства, и Маразадская — на иранские), упрощение визового режима между Нахичеванской автономии и Ираном, строительство нового автомобильного маршрута между иранской и азербайджанской сторонами города Джульфы и Нахичеванской автономии.
Кризис, возникший вокруг иранской ядерной программы, и российско-американские противоречия по поводу размещения ракет ПРО в случае «иранской угрозы», не могли не затронуть Азербайджан. В интервью российскому телевидению от 18 октября 2006 года Ильхам Алиев сказал:
Не хотелось бы предполагать негативного развития вокруг Ирана. У Азербайджана граница с Ираном более тысячи километров, налажены активные трансграничные контакты, в Иране проживает более половины этнических азербайджанцев, а это такие же азербайджанцы, которые проживают и здесь. Любое обострение обстановки в нашем регионе, безусловно, будет иметь очень тяжёлые последствия для всех стран, так как сегодня и в политическом, и в экономическом, и военном плане страны региона достаточно взаимосвязаны. Дестабилизация в одной из них может иметь катастрофические последствия, и даже трудно предположить, какими они будут.
5 марта 2017 года в рамках трёхсторонней встречи между Азербайджаном, Ираном и Россией, Ильхам Алиев и Хасан Роухани подписали меморандум о взаимопонимании между железнодорожными компаниями. 19 июля того же года Ильхам Алиев подписал указ об утверждении этого меморандума о взаимопонимании между ЗАО «Азербайджанские железные дороги» и Иранскими железными дорогами по развитию железных дорог.
В марте 2020 года Азербайджан оказал помощь Ирану на гуманитарных основах в размере 5 миллионов долларов в целях борьбы с инфекцией.

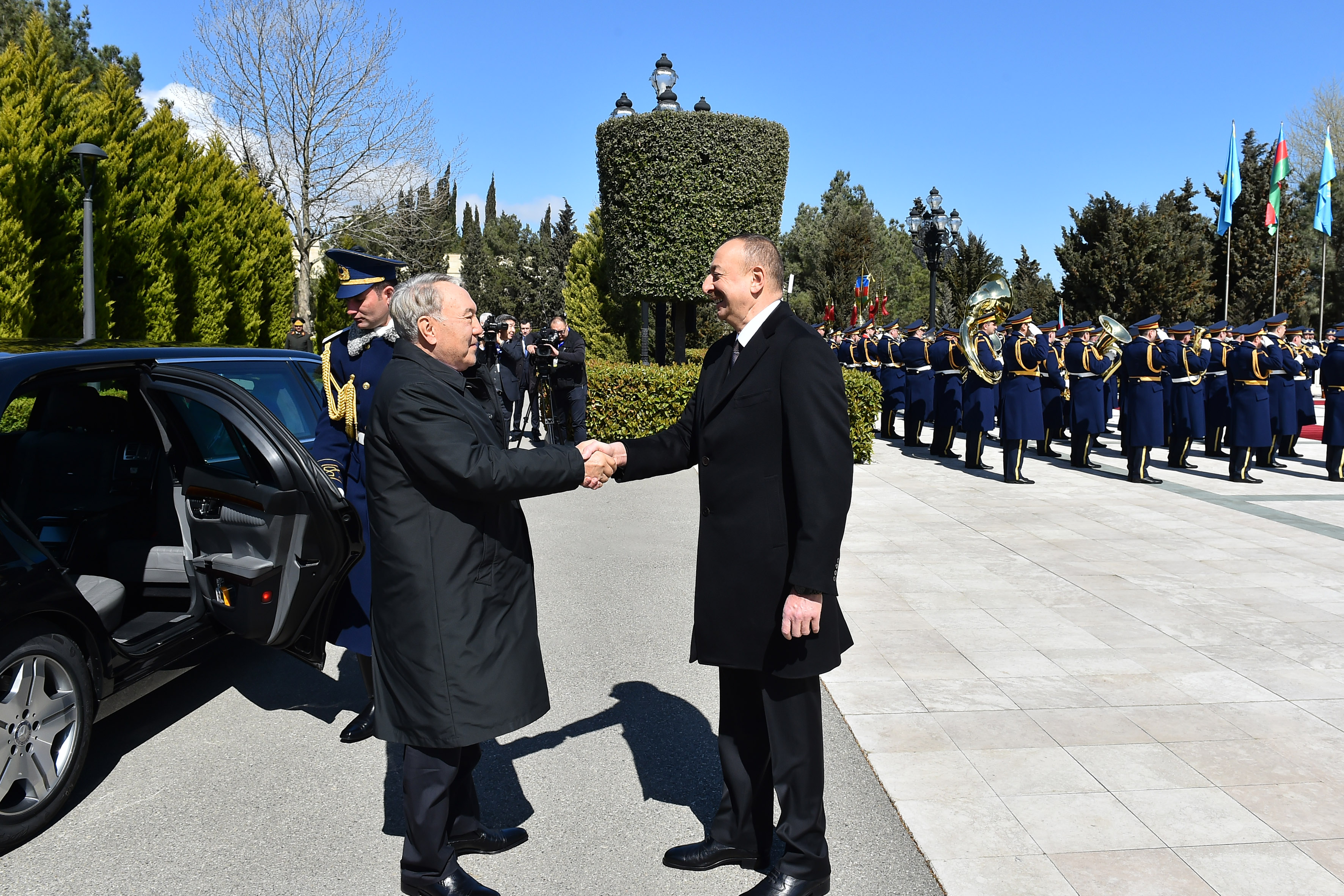
Официальная встреча президентов Казахстана и Азербайджана

### Казахстан
Дипломатические отношения между Азербайджаном и Казахстаном были установлены 27 августа 1992 года.
В 1993 году в Баку было образовано Общество дружбы «Азербайджан — Казахстан». В марте 1994 года в Казахстане было открыто посольство Азербайджанской Республики, а 16 декабря 1994 года в Азербайджане было открыто казахстанское посольство.
29 ноября 2001 года президенты Казахстана и Азербайджанской Республики подписали «Соглашение о разграничении дна Каспийского моря» в ходе саммита СНГ в Москве.
С сентября 2008 года в Актау начало работу азербайджанское Генеральное Консульство.
14 августа 2013 года было подписано Соглашение о строительстве компанией «Azersun Holding» в зоне свободной экономической зоны «Морской порт Актау» логистического центра для хранения, переработки и транспортировки азербайджанской плодоовощной продукции, строительство которого было завершено в 2016 году.
12 августа 2018 года в рамках Пятого каспийского саммита в казахстанском городе Актау был подписан международный договор между Азербайджаном, Ираном, Казахстаном, Россией, Туркменистаном о правовом статусе Каспийского моря.

### Мавритания
Обе страны являются постоянными членами Организации исламского сотрудничества и сотрудничают в области экономики и культуры.

### Мали
Дипломатические отношения установлены в 1996 году. Азербайджан и Мали входят в Организацию исламского сотрудничества и взаимодействуют в рамках участия в международных объединениях, таких как ООН.

### Пакистан
Пакистан был второй страной, признавшей Азербайджан вслед за Турцией после распада СССР. Пакистан одним из первых открыл посольство в Баку. Азербайджан содержит посольство в Исламабаде. Обе страны являются полноправными членами Организации экономического сотрудничества (ОЭС) и Организации исламского сотрудничества (ОИС). Из-за своей поддержки Азербайджана в нагорно-карабахском конфликте Пакистан не признает Армению как государство. Азербайджан также выразил поддержку позиции Пакистана по Кашмиру.

### Россия

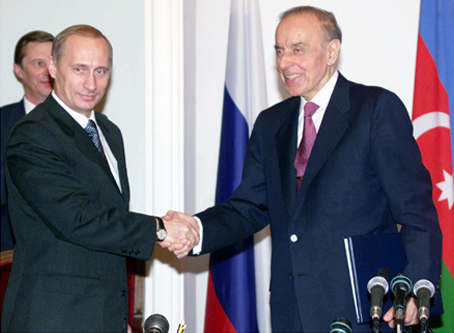
Гейдар Алиев с Владимиром Путиным на церемонии подписания совместных российско-азербайджанских документов. Баку, 2001 год.

Дипломатические отношения между Азербайджанском и Российской Федерацией были установлены 4 апреля 1992 года. Основополагающим документом договорно-правовой базы двусторонних отношений является Договор о дружбе, сотрудничестве и взаимной безопасности между Российской Федерацией и Азербайджанской Республикой (подписан 3 июля 1997 г.).
Россия принимает активное участие в процессе политического урегулирования Карабахского конфликта.
Развивается торгово-экономическое сотрудничество. В 2008 г. внешнеторговый оборот между Азербайджаном и Россией составил 2,403 млрд долларов. В связи с прекращением с 1 января 2007 г. поставок российского газа в Азербайджан в структуре товарооборота увеличилась доля несырьевых товаров.
Азербайджан осуществляет через территорию Российской Федерации транспортировку нефти по маршруту Баку — Новороссийск. С 2007 года в связи с вводом в эксплуатацию нового маршрута транспортировки нефти «Баку — Тбилиси — Джейхан» и перераспределением экспортных потоков азербайджанской нефти транзит через российскую территорию существенно сократился.
Россия участвует в нефтегазовых проектах Азербайджана, имеет свою долю в международных консорциумах. Компании «Лукойл» принадлежит 10 % — в разработке месторождения «Шах-Дениз» и 80 % в проекте D-222. В то же время это единственная крупная российская компания, работающая здесь, и объём российских инвестиций в азербайджанскую экономику достаточно скромен по сравнению с западными капиталовложениями.
Проблема занятости в Азербайджане в основном решается за счёт миграции в Россию. Численность азербайджанцев, работающих в России, оценивается примерно в 2 млн. По разным подсчётам, они ежегодно присылают в Азербайджан до двух с половиной миллиардов долларов. В связи с этим в Азербайджане внимательно следят за проявлениями антимусульманских настроений в России (см. Массовые беспорядки в Кондопоге). В Баку не забывают, как в середине 1990-х российско-азербайджанские экономические контакты были заморожены почти на три года в связи с армяно-азербайджанским конфликтом.

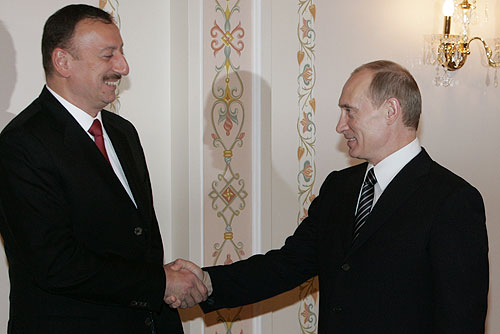
Встреча Ильхама Алиева с Владимиром Путиным в 2008 году в Ново-Огарёво.

Развивается военно-техническое сотрудничество. В 2003 г. было подписано межправительственное соглашение о военно-техническом сотрудничестве, а в 2006 г. — межправительственное соглашение о взаимной охране прав на результаты интеллектуальной деятельности, используемые и полученные в ходе двустороннего военно-технического сотрудничества.
Россия до 2012 года арендовала в Азербайджане Габалинскую РЛС — одну из составных частей российской системы слежения за пусками баллистических ракет. Габалинская РЛС была построена в советское время в качестве одного из важнейших элементов системы противоракетной обороны СССР. После получения Азербайджаном независимости и перехода РЛС в его собственность Россия продолжала её использование, несмотря на все перипетии внутриполитической жизни Азербайджана.
Лишь в 2002 г. было подписано соглашение о статусе, принципах и условиях использования Россией Габалинской радиолокационной станции (РЛС «Дарьял»), а в 2007 г. — межправительственный протокол о статусе уполномоченных представителей России и Азербайджана, назначенных для исполнения этого соглашения.
В 2007 г. российское предложение об использовании Габалинской РЛС в разрабатываемой США системе ПРО получило поддержку азербайджанского руководства.
Вопрос о работе Габалинской РЛС неоднократно становился предметом внутриполитических дебатов, в том числе в парламенте Азербайджана.
10 декабря 2012 года Россия приостановила эксплуатацию Габалинской РЛС ввиду того, что стороны не пришли к договорённости касательно арендной стоимости. В 2013 году РЛС была передана Азербайджану, российские военнослужащие покинули гарнизон, а всё оборудование было демонтировано и вывезено в Россию.

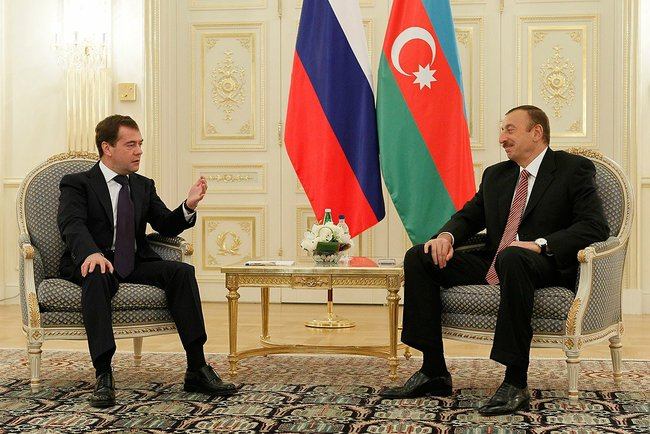
Встреча Ильхама Алиева с Дмитрием Медведевым в 2010 году в Баку.

На территории Азербайджана проживает немало беженцев из Чечни, в том числе участников вооружённых действий против российских войск. Азербайджанская территория в течение длительного времени, по сообщениям СМИ, использовалась чеченскими сепаратистами как транзитная страна и своего рода тыловая база, где, в частности, проходили восстановление раненые боевики. Боевикам сравнительно легко удавалось пересекать границу между Азербайджаном и Дагестаном. 15 сентября 2004 российские власти после теракта в Беслане закрыли все пограничные сухопутные переходы для автотранспорта и людей и открыли их лишь через полтора месяца после переговоров между президентами, а также задержаний и выдачи российским властям группы бывших боевиков. В Баку было закрыто чеченское представительство.
В настоящее время сообщается о развитии взаимодействия правоохранительных и судебных органов двух стран, развитии пограничного сотрудничества, с учётом общей ситуации на Кавказе и исходя из задач борьбы против международного терроризма.
Продолжается работа по делимитации государственной границы с Азербайджаном. По состоянию на начало 2008 г. согласованная линия границы, оформленная рабочими протоколами, картографическими и описательными документами, составила 301,1 км (из 336,5 км), то есть делимитировано 90 % госграницы.
В феврале 2022 г. за два дня до начала вторжения РФ в Украину Азербайджан подписал с РФ союзническую декларацию, подразумевающую в том числе военно-техническое сотрудничество.
Некоторые другие аспекты российско-азербайджанских отношений:
- В начале 1990-х гг. Азербайджан выражал обеспокоенность российской поддержкой вооружённых сил Армении во время Карабахской войны[источник не указан 2258 дней].
- В середине 2000-х гг. Азербайджан выражал озабоченность в связи с переброской российской военной техники с закрывающихся военных баз на территории Грузии в Гюмри (Армения)[18] и влиянием, которое она может оказать на перспективы карабахского урегулирования.
- Азербайджан неоднократно протестовал против того, что российские компании вкладывают средства и ведут бизнес на территории НК.
- Азербайджан обеспокоен призывами России решать проблему непризнанных республик на постсоветском пространстве по модели Косово — а также уже свершившимся признанием Россией самостоятельности Южной Осетии и Абхазии[19].
- Россия выражает недовольство по поводу инициированных США проектов экспорта каспийской нефти на Запад в обход России, считая их более политическими, нежели экономическими проектами. Вслед за строительством трубопровода Баку — Тбилиси — Джейхан речь идёт о проекте создания нефтепровода по маршруту Актау-Баку для транзита казахской нефти на Запад через территорию Азербайджана — в случае его реализации основная масса казахской нефти пойдет через трубопровод Баку-Джейхан и, соответственно, в обход России.

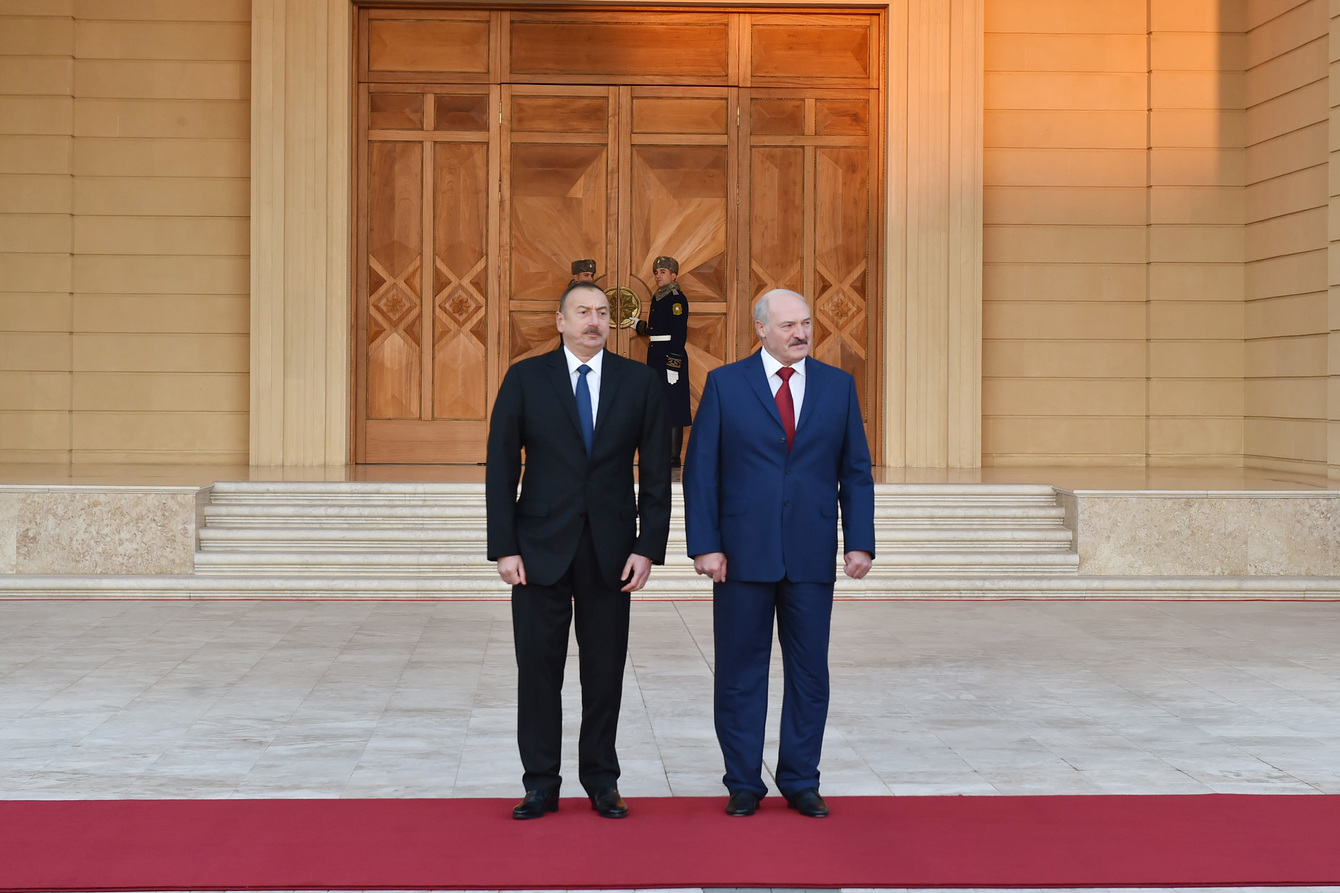
Александр Лукашенко и Ильхам Алиев

### Румыния
Румыния официально признала независимость Азербайджанской Республики, которая была восстановлена 18 октября 1991 года, 11 декабря 1991 года. Двусторонние азербайджано-румынские дипломатические отношения были установлены 21 июня 1992 года. 2 июля 1995 года тогдашний президент Азербайджана Гейдар Алиев совершил свой первый официальный визит в Румынию. А первый официальный визит в Баку румынского президента был осуществлен в марте 1996 года.
В Национальном Собрании Азербайджанской Республики действует рабочая группа, которая была создана 5 декабря 2000 года.
В апреле 2010 года в Бухаресте Азербайджан, Румыния и Грузия подписали соглашение о поставках сжиженного газа из Азербайджана.

### Саудовская Аравия
Посольство Азербайджана в Эр-Рияде существует с 1994 года. Саудовская Аравия имеет посольство в Баку с 1999 года. Из-за своей поддержки Азербайджана в карабахском конфликте Саудовская Аравия отказывалась устанавливать дипломатические отношения с Арменией вплоть до 2023 года.

### США
Соединённые Штаты установили дипломатические отношения с Азербайджаном в 1992 году, почти сразу после распада Советского Союза. США ищет новые пути партнёрства с Азербайджаном, оказывает содействие в обеспечение региональной безопасности и стабильности, повышения энергетической безопасности, а также проведению экономических и политических реформ в Азербайджане. Соединённые Штаты поддерживают усилия Азербайджана по мирному урегулированию карабахского конфликта.
В ноябре 1992 года в Вашингтоне было открыто посольство Азербайджана.
В 1994 был подписан Контракт века, в котором приняли участие такие крупные нефтяные компании США, как «Амоко», «Пеннзойл», «Юнокал», «Экссон». В «Контракте века» 47 % инвестиций принадлежало компаниям США.
В декабре 1996 года в Азербайджане состоялось официальное открытие Торговой палаты США.
Основу связей между двумя странами в 2003—2010 годах составили транснациональные стратегические принципы, выдвинутые в Совместном заявлении, подписанном президентами Азербайджана, Турции, Грузии, Казахстана и США в ходе Стамбульского саммита ОБСЕ в 1999 году.
19 ноября 2001 года Азербайджан был принят ассоциативным членом в Парламентскую Ассамблею НАТО.
28 апреля 2006 года в Вашингтоне, в Белом доме, состоялась встреча Ильхама Алиева и Президента США Джорджа Буша. На встрече стороны обговорили реализацию проекта Баку — Тбилиси — Джейхан, а также ситуацию в регионе и на международной арене. 21 сентября 2017 года в Нью-Йорке, в рамках 72-й Ассамблеей ООН Ильхам Алиев встретился с президентом США Дональд Трампом.
10 августа 2018 года Алиев принял делегацию во главе с председателем постоянного специального комитета по разведке Палаты представителей Конгресса США Девином Нуньесом.

### Турция
После восстановления независимости Азербайджана, азербайджано-турецкие дипломатические отношения были установлены 14 января 1992 года. Турция была первой страной, признавшей независимость Азербайджана после распада СССР. С января 1992 года Азербайджане работает дипломатическая миссия Турции, а с августа того же года — дипломатическая миссия Азербайджана в Турции. Страны имеют государственную границу протяжённостью 17 км. В Азербайджане осуществляют свою деятельность турецкое посольство в Баку и два Генеральных консульств в Нахичевани и Гяндже. В Анкаре находится азербайджанское посольство, а в Стамбуле и Карсе — Генеральные консульства.
Турция была стойким сторонником Азербайджана в его усилиях по укреплению своей независимости, сохранению территориальной целостности и реализации своего экономического потенциала. Из-за своей поддержки Азербайджана в карабахском конфликте Турция отказывается устанавливать дипломатические отношения с Арменией.
В январе 1992 года был заключён договор о военном сотрудничестве между двумя странами.
20 сентября 1994 года был подписан «Контракт века», в котором Турция была представлена компанией «Тюрк петроллары». 13 июля 2006 года на турецком побережье Средиземного моря в терминале Джейхан был запущен нефтепровод Баку — Тбилиси — Джейхан. Турецкая часть трубопровода составила — 1076 км.
12 марта 2001 года, в ходе официального визита в азербайджанского президента в Турцию был подписан «Договор о продаже и приобретении природного газа между Азербайджанской и Турецкой Республиками по поставке природного газа из Азербайджана в Турецкую Республику». Тем самым был заложен фундамент для сотрудничества между Азербайджаном и Турцией в газовой сфере. В январе 2007 года был сдан в эксплуатацию газопровод Баку — Тбилиси — Эрзурум.
В январе 2005 года между Турцией, Азербайджаном и Грузией был подписан договор о создании маршрута Баку — Тбилиси — Карс. 7 февраля 2007 года было подписано межправительственное соглашение. 30 октября 2017 года состоялось открытие железной дороги Баку — Тбилиси — Карс, в церемонии которого приняли участие президенты Азербайджана и Турции Ильхам Алиев и Реджеп Тайип Эрдоган.
26 декабря 2011 года между Турцией и Азербайджаном был подписан меморандум о взаимопонимании, консорциум для строительства и эксплуатации газопровода TANAP, который является частью Южного газотранспортного коридора и подсоединяется к Трансадриатическому газопроводу (TAP). Строительство TANAP началось в 2015 году. 12 июня 2018 года, в турецкой провинции Эскишехир состоялось открытие Трансанатолийского газопровода, на котором президенты Азербайджана и Турции запустили газопровод.
19 октября 2018 года в турецком городе Измир состоялась церемония открытия нефтеперерабатывающего завода Star, на котором приняли участие Ильхам Алиев и Реджеп Тайип Эрдоган. В строительство завода Азербайджан вложил $6,3 млрд.

### Украина
19 ноября 1991 года между двумя странами был подписан договор «Об основах межгосударственных отношений Украины и Азербайджанской Республики». Азербайджано-украинские дипломатические отношения были установлены 6 февраля 1992 года. В течение 1992—1994 гг. был подписан ряд соглашений.
25 января 1995 года был подписан Договор о дружбе и сотрудничестве между Украиной и Азербайджаном.
Посольство Украины в Азербайджане начал свою работу 5 мая 1996 года, а посольство АР на Украине было открыто чуть позже, 12 марта 1997 года.
В марте 1997 года Кабинет министров Украины и правительство Азербайджанской Республики подписали соглашение о военно-техническом сотрудничестве.
Страны вместе с Грузией и Молдавией являются учредителями организации ГУАМ.
В 2000 году между двумя странами подписаны ряд соглашений о сотрудничестве в сфере борьбы с экономическими и финансовыми нарушениями, в области правительственной связи, по вопросам охраны государственных границ и т. д.
3 июня 2004 года подписано соглашение между Кабинетом министров Украины и правительством Азербайджана о сотрудничестве в сфере борьбы с контрабандой и нарушением таможенных правил, а также с незаконным обращением боеприпасов, взрывчатых веществ, наркотических препаратов, психотропных веществ и прекурсоров.
С 2009 года действует межгосударственный орган высокого уровня — Совет президентов Украины и Азербайджанской Республики. Ежегодно проводятся заседания Совета.
14 июля 2016 года состоялась церемония подписания ряда азербайджано-украинских документов. Председатель Государственного таможенного комитета Азербайджанской Республики и председатель Государственной фискальной службы Украины подписали «Протокол о взаимодействии между Государственным таможенным комитетом Азербайджанской Республики и Государственной фискальной службой Украины в сфере борьбы с таможенными правонарушениями при перевозке товаров воздушным транспортом». Принятая программа между Министерством культуры Украины и Министерством культуры и туризма Азербайджанской Республики о сотрудничестве в сфере культуры и искусств на 2016—2020 года сыграла важную роль в развитии культурных отношений в рамках азербайджано-украинского сотрудничества.

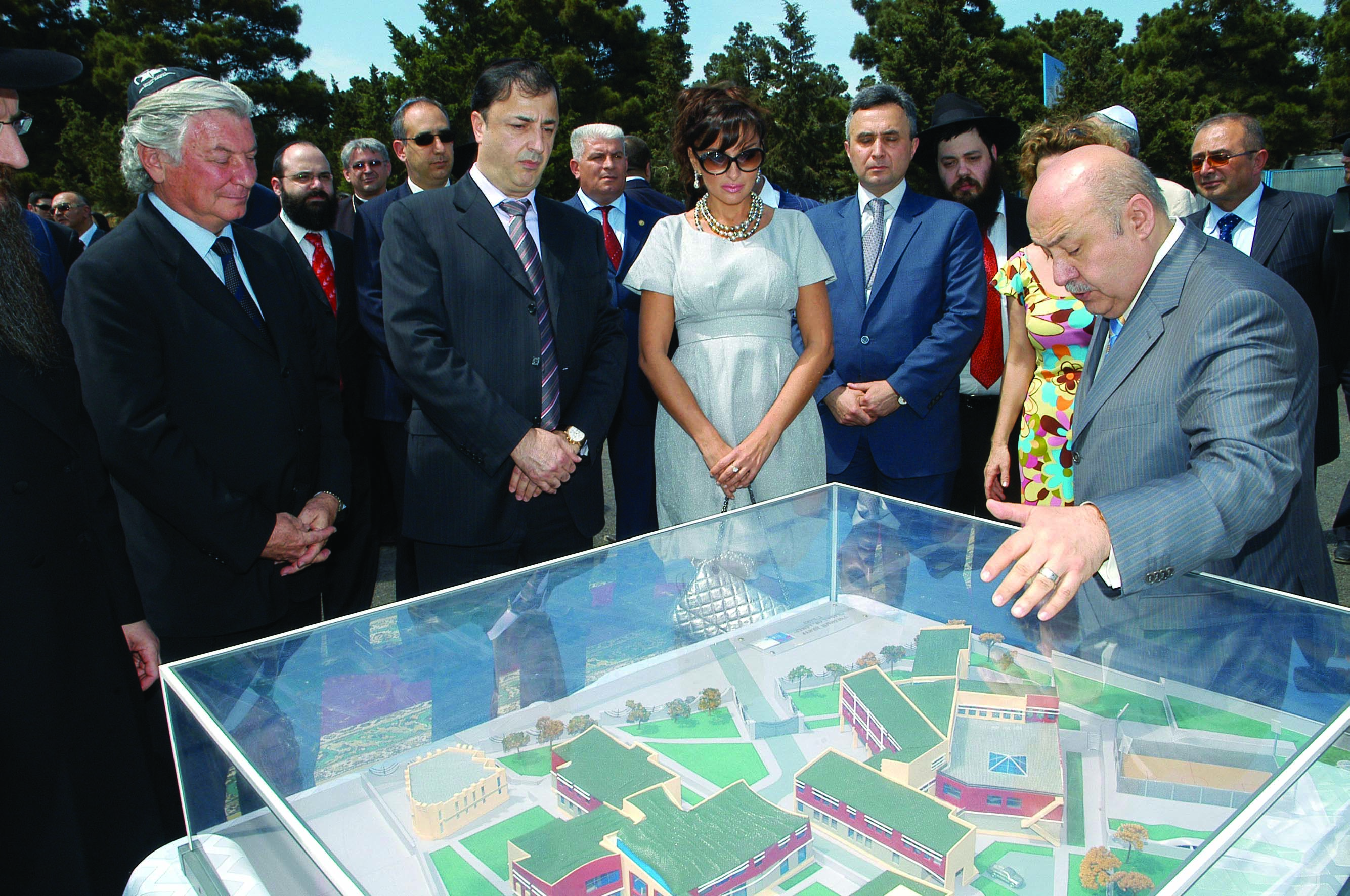
Во время церемонии закладки фундамента образовательного центра «Хабад-Ор-Авнер» для еврейских детей, проживающих в Баку. 31 мая 2007 года, Баку

6 февраля 2017 года стороны отметили 25-летие дипломатических отношений.

### Хорватия
Между Азербайджаном и Хорватией подписаны соглашения об избегании двойного налогообложения, безвизовом режиме для обладателей дипломатических и служебных паспортов и сотрудничестве в области борьбы с минами и разминировании. Хорватия экспортирует в Азербайджан медикаменты и различное оборудование, а Азербайджан — нефть и нефтепродукты. Между университетами двух стран действуют соглашения о совместной деятельности.

### Чехия
Сотрудничество между Чехией и Азербайджаном происходит в сферах транспорта, нефтяной и машиностроительной промышленностей. Подписаны соглашения об отмене двойного налогообложения, сотрудничестве в областях экологии, обороны, культуры и туризма. Первые лица обеих стран регулярно посещают противоположную сторону. Азербайджан импортирует из Чехии автомобили, электронику, машиностроительную продукцию и стекло, а Чехия закупает в Азербайджане нефть и нефтепродукты. В 2014 году объём товарооборота составил 1,5 миллиарда евро.

### Экваториальная Гвинея
Сотрудничество с Экваториальной Гвинеей осуществляется преимущественно в сфере энергетики, так как обе страны являются крупными экспортёрами газа, но при этом не входят в ОПЕК. Дипломатические отношения установлены в 2004 году. Страны сотрудничают также в областях, связанных с их членством в Движении неприсоединения и других международных организациях.

### Эфиопия
С момента установления дипломатических отношений в 1992 году страны сотрудничают в сфере экономики и культуры. В 2017 году состоялась деловая встреча, в которой приняли участие около 30 бизнесменов, работающих в текстильной отрасти.

### Южная Африка
Отношения установлены в 1992 году и преимущественно затрагивают сферы туризма, аграрного и промышленного экспорта/импорта, а также совместного участия в международных организациях. Азербайджан экспортирует в ЮАР энергоносители, а ЮАР — фрукты и металлическое сырьё.

## Международные организации
Азербайджан является членом таких организаций как ООН, Движение неприсоединения, СНГ, ОБСЕ, Партнёрство НАТО по вопросам мира, СЕАП, Всемирная организация здравоохранения, Азиатский банк развития, Азиатский банк инфраструктурных инвестиций, Европейский банк реконструкции и развития, Совет Европы, ДОВСЕ, МВФ и Всемирный банк.

### ООН
Азербайджан был принят в ООН 2 марта 1992 года на 46 пленарной сессии Генеральной Ассамблеи. Азербайджанская делегация начала работу в ООН  6 мая 1992 года, а в 1993 году в Азербайджане открылось представительство ООН. С 1995 года кроме самой организации, страна поддерживает связи со специализированными учреждениями, комиссиями ООН (ЮНЕСКО, ЮНИСЕФ, ЭКОСОС (страна была избрана в членство на 2017—2019 годы), Комиссия по положению женщин, Комиссия по правам человека). Азербайджан также является членом Комиссии ООН по устойчивому развитию.
В июле 2016 года страна и организация подписали Рамочный документ о партнёрстве ООН и Азербайджана (UNAPF) на 2016—2020 годы. По состоянию на 2018 год было объявлено, что Азербайджан в рамках документа о партнёрстве уже потратил около 5 млн долларов на реализацию совместных проектов между ООН и Азербайджаном.
В марте 2020 года Азербайджан в рамках "Плана стратегической подготовки и ответа" ВОЗ оказал помощь ВОЗ в связи с коронавирусом в размере 5 млн долларов. 11 мая Азербайджан и ВОЗ подписали донорское соглашение, в рамках которого было запланировано использовать выделенные Азербайджаном 5 млн долларов США для стран-членов ДН из Африки, Азии и Латинской Америки.

### ЕС
Соглашение о партнерстве и сотрудничестве между Азербайджаном и Европейским Союзом был подписан 22 апреля 1996 года в Люксембурге и вступил в силу 1 июля 1999 года.  С 1994 года Азербайджан присоединился к таким программам Европейского Союза как Эразмус Мундус, TEMPUS, Jeanne Monnet и др., а с 2014 года к единой программе Эразмус.
29 ноября 2013 года в Вильнюсе было подписано соглашение об упрощении выдачи европейских виз гражданам Азербайджана. Документ вступил в силу 1 сентября 2014 года.
В 2019 году Европейский союз и ООН запустили региональный проект EU4Climate в Азербайджане, который направлен на борьбу с климатическими изменениями. 15 октября 2019 года в Страсбурге министр юстиции Азербайджана Фикрет Мамедов подписал договор о присоединении Азербайджана к Четвертому дополнительному протоколу к Европейской конвенции «Об экстрадиции».

### ОБСЕ
Азербайджан был принят в СБСЕ (ныне ОБСЕ)  30 января 1992 года, а 20 декабря 1993 года присоединился к Парижской Хартии. 21 июня 1992 года в Минске была созвана конференция, где учредили Минскую группу по поиск путей мирного урегулирования Карабахского конфликта. В 1999 году присоединилась к Хартии европейской безопасности, которая была подписана в Стамбуле на саммите ОБСЕ.
В Баку состоялось офис ОБСЕ был открыт 18 июля 2000 года.

### НАТО
В марте 1992 года Азербайджан присоединилась к Совету Сотрудничества Северной Атлантики, а 4 мая 1994 года, когда Баку подключился к натовской программе «Партнёрство во имя мира» . С 1999 года миротворческая группа Азербайджана в составе Турецкого табора стала принимать участия в миротворческих операциях в Косово, с 2002 года — в Афганистане, а с марта 2003 года — в Ираке. 25 мая 2011 года Баку вступил в «Движение неприсоединения».

### ГУАМ
Сотрудничество Азербайджана, Грузии, Украины и Молдовы началось в 1996 году в Вене, Австрия. Во время саммита Совета Европы в 1997 году президенты этих государств заявили о своих интересах в развитии регионального сотрудничества.  Председательство Азербайджана в ГУАМ началось 19 июля 2007 года на Бакинском саммите и продолжалось до 1 июля 2008 года.

### ОЧЭС
Отношения между Азербайджаном и Организацией черноморского экономического сотрудничества были установлены 25 июня 1992 года, когда был подписан Договор о черноморском экономическом сотрудничестве между 11 государствами.  Азербайджан и ОЧЭС сотрудничают в сфере сельского хозяйства, финансов, образования, культуры, туризма, торговли, транспорта, энергетики, здравоохранения и т. д. С 1 января 2015 года Генеральным секретарем Парламентской ассамблеи ОЧЭС является Асаф Гаджиев, представитель Азербайджана.

### БРИКС
20 августа 2024 года Азербайджан подал заявку на вступление в БРИКС.